# 금련산
금련산(金蓮山)은 부산광역시의 연제구, 수영구에 걸쳐있는 산이다.

## 같이 보기
- 부산광역시금련산청소년수련원
- 금련산역
- 구름고개